# Where I'm Coming From
Where I'm Coming From -En español: De donde vengo- es el decimotercer álbum de estudio del músico y compositor estadounidense Stevie Wonder, publicado el 12 de abril de 1971 en los Estados Unidos, por Motown.
Wonder, con los 21 años recién cumplidos edita este disco, cuenta con la ayuda en las composiciones de su reciente mujer Syreeta Wright, mujer polifacética que además de las relaciones comerciales de la compañía, ejercía como profesora de meditación trascendental, logra potentes y geniales canciones, descellos de la época anterior de los 60's además de sonidos y melodías que harán en años posteriores hacer de este artista uno de los más grandes del siglo XX.
Es un álbum impregnado de sugerencias místicas, con sonidos más elaborados y letras más cuidadas, dando lugar a baladas extraordinarias como "Think of Me as Your Soldier", refrescantes canciones pop como "If You Really Love Me", arrebatadoras canciones soul como "Never Dreamed You'd Leave in Summer" y un conjunto de canciones que brillan a un nivel altísimo. Debutó en la lista Billboard Pop Albums en el puesto # 62 y en la Billboard R&B Albums Chart en el puesto # 10.

## Lista de canciones

### Lado uno
- Todas las canciones fueron escritas por Stevie Wonder y Syreeta Wright

1. "Look Around"  – 2:45
2. "Do Yourself a Favor"  – 6:10
3. "Think of Me as Your Soldier"  – 3:37
4. "Something Out of the Blue"  – 2:59
5. "If You Really Love Me"  – 3:00

### Lado dos
1. "I Wanna Talk to You"  – 5:18
2. "Take up a Course in Happiness"  – 3:11
3. "Never Dreamed You'd Leave in Summer"  – 2:53
4. "Sunshine in Their Eyes"  – 6:58